# 機動戦士ガンダム ガンダムvs.Ζガンダム
『機動戦士ガンダム ガンダムvs.Ζガンダム』（きどうせんしガンダム ガンダムバーサスゼータガンダム）は、2004年12月9日にニンテンドー ゲームキューブとPlayStation 2で発売された、カプコン製作、バンダイ発売のゲームソフト。『機動戦士Ζガンダム エゥーゴvs.ティターンズDX』の家庭用という位置づけであり、ゲームシステムも同じである。
オープニングデモはエゥーゴvsティターンズDXと違い、後述にある原作曲がカットされた関係から、Ζガンダムがアーガマを発進するやりとりのシーンや、リック・ディアス隊がグリーン・ノア1に侵入するシーンを新規に作成し差し替えている。
PlayStation 2版はマルチマッチングBB対応ソフトであり、同回線を介して2対2の通信対戦が可能。一方、ニンテンドーゲームキューブ版では画面を4分割して4人同時プレイが可能（PlayStation 2版では2分割による2人プレイまで）であり、ローディング時間も短縮されている。

## ゲームモード
アーケードモード
アーケード版『機動戦士Ζガンダム エゥーゴvs.ティターンズDX』と同様のルールのプレイ。
対戦モード
モビルスーツやステージなどを自由に選んで対戦を行う。アーケード版と異なりモビルアーマーも使用可能。対戦終了後にリプレイを保存し後で見ることも可能になった。しかし二人でプレイをすると画質が悪くなる。
宇宙世紀モード
過去作品のミッションモードに相当する1人用のゲームモード。詳細は後述。
サバイバルモード
一般の対戦格闘ゲームの同名モードと同様、1本の戦力ゲージで連戦を行うモード。発売直後の約1ヶ月間、インターネットランキングで上位の者に賞品が当たるキャンペーンが行われていたが、ランキングデータのパスワード関係で正規のスコアが無効とされるトラブルが多かった。
トレーニングモード
ゲーム中の操作などを練習できるモード。また、プレイヤーが与えたダメージなども表示される。
コレクションモード
歴代シリーズ作品に登場するモビルスーツや戦艦のモデルや、登場人物の説明などを見ることができる。詳細は後述。

### 宇宙世紀モード
本作にはシリーズ過去作品（家庭用移植版）のミッションモードに相当するモードとして"宇宙世紀モード"がある。ただし、本作では従来の作品と異なり、各陣営に属する一将兵の追体験という設定ではなく、一年戦争やグリプス戦役の著名パイロット（つまり原作キャラクター）の視点でプレイする内容となった。
戦争の歴史に沿った年表からミッションを選び、クリアすることで歴史が進行していく。
ただし、ミッションによっては特定の条件を満たすことで原作とは異なるパラレルストーリーが出現し、原作ではあり得ないシチュエーションでのミッションが登場する（一例としてカミーユのストーリーにて条件を満たすと、本来敵であるフォウ・ムラサメが味方となるうえ、一部のステージでは敵側の機体であるサイコ・ガンダム（しかも鹵獲カラーではなく通常カラー）に搭乗する）。
分岐点となるミッションには「〇〇戦死」などのヒントが表記され、条件には以下のような物が存在する。
- ミッションをクリアする
本来途中で戦死する者について、その戦死するはずの時点のミッションをクリアすることで、そのキャラが生きていた場合にどのようにその先を戦っていくかというストーリーが出現する。場合によってはミッションクリアによって、別のキャラのストーリーに影響を及ぼす。
- 特定のキャラが乗ったMSを撃破する
本来そのミッションの時点では撃破されていないキャラを撃破することにより戦局が大きく変化し、その上でどうなるかという形のストーリーが出現する。この条件は同じミッションを通る複数のキャラでフラグを共有し、誰か1名が条件をクリアすれば全員が影響を受ける、という物が多い。
- 特定のキャラが生き残った状態でクリアする
前述の物とは逆に、本来そのミッションで撃墜され戦死するはずのキャラが生存している状態でミッションをクリアすることで変化が発生する。これも先述の「特定キャラ撃破」同様、同じミッションを通る複数のキャラでフラグを共有しているケースがある。
- 特定の他のミッションをクリアする
そのミッションには分岐条件が設定されておらず、別のいくつかのミッションをクリアすることで新たなストーリーが出現する場合もある。各サイドのキャラが追加される場合や、特定のエンディングの組み合わせで出現する物が多い。中には3勢力の主人公（カミーユ・ビダン、ジェリド・メサ、ハマーン・カーン）の真のエンディングを全て揃えると出現する物もある。

各キャラにはそれぞれ使用可能なモビルスーツが設定されており、シナリオの進行により追加されていく（一部のミッションでは使用できる機体が固定されている）。また、戦闘終了後に加算される戦果ポイントを消費することでモビルスーツを強化することができるが、強化すると以後の戦闘の際に戦果ポイントを獲得する際の倍率が下がっていく。機体の強化に必要なポイントはその機体のコストと強化の度合いに比例して増える。
なお、本作のミッションは同じミッションを複数回プレイすることが可能なため、繰り返しプレイすることで戦果ポイントを集めて機体を強化し、難易度の高いミッションに備えることも可能。
1つのセーブデータに3勢力すべての進行状況を保存でき、セーブデータには各キャラクターがクリアした作戦のほか、以下の項目の3勢力の合計が保存されている。
- 作戦のプレイ回数と成功率
- 3勢力合計の命中率・回避率・ニュータイプ評価獲得回数の累計
- 戦果ポイントの累計獲得量および使用した戦果ポイントの累計
メニュー画面には残量が表示されるが、このポイントはどの勢力でも使用することができる。

### コレクションモード
本作には『機動戦士ガンダム 連邦vs.ジオン』や『機動戦士Ζガンダム エゥーゴvs.ティターンズ』（及び各DX）に登場するモビルスーツや戦艦のモデルや登場人物の説明などを鑑賞できるコレクションモードも存在する。
各ゲームモードのプレイ後（宇宙世紀モードにおいてはデータセーブ時）に、獲得した得点（宇宙世紀モードでは戦果ポイントとして計算される際に機体による倍率をかける前の値）がポイントとして加算され、各種アイテムはこのポイントと交換で購入するという形となっている。登場するアイテムは以下の通りで、宇宙世紀モードの進行など様々な条件で追加されていく。
- モビルスーツ
モビルスーツのモデルを鑑賞することができる。可変モビルスーツの場合は変形モーションも確認できる。なお、地球連邦軍及びエゥーゴと、ジオン公国軍及びティターンズで別カテゴリとなっており、鹵獲モビルスーツは後述するシークレットコンテナでなければ入手できない。なお、モビルスーツによっては複数の武装を選択できる物があるが、モデルは武装ごとに用意されており別々に購入する必要がある。
（例：ガンダム…ビームライフル装備、ハイパーバズーカ装備、ガンダムハンマー装備、ハイパーハンマー装備の4種類、鹵獲モビルスーツも含めると倍の8種類）
- モビルアーマー
モビルアーマーのモデルを鑑賞できる。両サイドのカテゴリ分けがない点がモビルスーツと異なるが、モビルスーツ同様鹵獲カラーはシークレットコンテナ限定となっている。
- 戦艦
戦艦のモデルを鑑賞できる。なお、戦艦は全て通常のポイント交換で入手できる。
- その他
モビルスーツ・モビルアーマー・戦艦以外の各種兵器等のモデルを見ることができる。その中にはゲーム中に登場しない物も含まれている。
- BGM
歴代作品で使用された曲を聴くことができる。機動戦士ガンダム・機動戦士Ζガンダム・機動戦士ガンダムΖΖのサウンドトラック、さらに『哀戦士』『ビギニング』『めぐりあい』『アニメじゃない』『サイレント・ヴォイス』などの主題歌・挿入歌などもある。
TV版機動戦士ガンダム主題歌『永遠にアムロ』、TV版機動戦士Ζガンダムの主題歌『Ζ・刻をこえて』『水の星へ愛をこめて』『星空のBelieve』、挿入歌『銀色ドレス』は収録されていない[2]。このためメニューBGMもΖ・刻をこえて ではない作中曲へ変更されている。
このほか、劇場版『機動戦士Ζガンダム A New Translation』公開前の作品なので、『Metamorphoze 〜メタモルフォーゼ〜』を初めとする劇場版の主題歌は収録されていない。
- キャラクター
歴代シリーズ作品の登場人物の説明を見ることができ、台詞を聞くこともできる。また、特定の組み合わせで覚醒を使うと聞ける掛け合いも聞くことができる。
- イラスト
各シリーズ作品のイメージイラストや販促CG、ローディング中に表示されるモビルスーツのCG画像を見ることができる。
- デモ
ゲームのオープニングデモやエンディングのスタッフロール、宇宙世紀モードの各勢力のプロローグとエンディング（各勢力の主人公における真のエンディングのみ）を見ることができる。
- 特典
特定の条件で、アーケードモードの追加ルートや、追加機体などといった隠し要素を購入することができるようになる。中にはコレクションモードに項目を追加する物も存在する。

これらのアイテムの入手手段には、通常のポイント交換の他に特定のカテゴリからランダムでアイテムを獲得する「シークレットコンテナ」という物もある。中には鹵獲モビルスーツなどのシークレットコンテナでしか手に入れられない物も存在する。
- モビルスーツ - 連邦・エゥーゴ・ジオン・ティターンズを問わずモビルスーツのモデルを獲得できる。鹵獲カラーが出現する場合もある。
- モビルアーマー/戦艦 - モビルアーマーや戦艦のモデルを獲得できる。鹵獲カラーのモビルアーマーが出現する場合もある。
- バラエティー - "その他"に分類されているモデルやBGM、キャラクターの説明、イラストの中から1つを手に入れることができる。

また、入手したモビルスーツとキャラクターの組み合わせにより、ゲーム開始時の出撃デモを鑑賞することもできる。

## モビルスーツ
以下に記述のないモビルスーツについてはアーケード版の登場モビルスーツを参照の事。下記モビルスーツは全てコスト375。また、対戦モード、宇宙世紀モードの一部のミッションではモビルアーマーも使用可能。
MSZ-010 ΖΖガンダム
メイン射撃をダブルビームライフルとダブルキャノンから選択、サブ射撃はハイメガキャノン。格闘武器はビームサーベル。メイン兵装により通常移動の方法や格闘のモーションに違いがある。また、両手にシールドがあるがメイン兵装および、抜刀非抜刀の状態によってシールドとして効果を発揮するものが変化し、シールドが開いていない状態では攻撃が当たってもそのままダメージを受ける。原作ではモビルフォートレス形態へ変形する事が出来るが、本作では変形は不可能。「復活」が2回発動するとサブ射撃が使用不可になるほか、ダブルキャノンを構成する2本のキャノンのうち一方が1回目の「復活」で失われるため、以下の制限が発生する。
- ダブルビームライフルを使用している場合は、ビームサーベルの二刀流（シールドが破壊された後のステップ特殊格闘）が不可能になる。
- ダブルキャノンを使用している場合、メイン射撃が単発になる。

AMX-004-2 キュベレイMk-II
兵装は『機動戦士Ζガンダム エゥーゴvs.ティターンズ』のキュベレイ同様、メイン射撃がビームガン、サブ射撃がファンネル、格闘がビームサーベル。基本的にはキュベレイに準じた性能で、ファンネルも3種類の使用法が可能。ただしキュベレイとはファンネル待機（特殊格闘）と格闘の仕様が異なる。
カラーリングは連邦・エゥーゴ側がプル機のような青のカラーリングで、ジオン・ティターンズ側がプルツー機のような赤のカラーリングになる。

## キャラクター
出撃時に特定のキャラクター名を入力することにより、原作に登場したキャラクターを使うことができる。過去作と同様に基本的にファーストネームのみでも可能なのだが、複数の作品にわたって登場するキャラクターはフルネームか名前の一部かでどの作品に準じたものかが変化するため別キャラクター扱いになっているものが多い。余談だが、「シャア・アズナブル」とシャアをフルネームで入力すると「クワトロ・バジーナ」扱いとなる他、過去作同様に「パプテマス・シロッコ」は「パプテマス」ではなく「シロッコ」とファミリーネームを入力しなければ適用されない。

アーケード版との違いとして陣営に関係なくキャラクターを使用可能。ただし、作中で離反したエマ・シーン、およびレコア・ロンド以外のキャラクターに変化はない。他にもゲーツ・キャパや『機動戦士ガンダムΖΖ』のキャラクターが追加されている。また、「宇宙世紀モード」では本来所属している陣営とは別の陣営のパイロットとして出撃するミッションが用意されたキャラクターが存在し、その陣営のノーマルスーツを着用したカットインも用意されている。